# Tapura Amui no Tuhaa Pae
 (mars 2023).
La mise en forme du texte ne suit pas les recommandations de Wikipédia : il faut le « wikifier ».
Les points d'amélioration suivants sont les cas les plus fréquents. Le détail des points à revoir est peut-être précisé sur la page de discussion.
- Les titres sont pré-formatés par le logiciel. Ils ne sont ni en capitales, ni en gras.
- Le texte ne doit pas être écrit en capitales (les noms de famille non plus), ni en gras, ni en italique, ni en « petit »…
- Le gras n'est utilisé que pour surligner le titre de l'article dans l'introduction, une seule fois.
- L'italique est rarement utilisé : mots en langue étrangère, titres d'œuvres, noms de bateaux, etc.
- Les citations ne sont pas en italique mais en corps de texte normal. Elles sont entourées par des guillemets français : « et ».
- Les listes à puces sont à éviter, des paragraphes rédigés étant largement préférés. Les tableaux sont à réserver à la présentation de données structurées (résultats, etc.).
- Les appels de note de bas de page (petits chiffres en exposant, introduits par l'outil «  Source ») sont à placer entre la fin de phrase et le point final[comme ça].
- Les liens internes (vers d'autres articles de Wikipédia) sont à choisir avec parcimonie. Créez des liens vers des articles approfondissant le sujet. Les termes génériques sans rapport avec le sujet sont à éviter, ainsi que les répétitions de liens vers un même terme.
- Les liens externes sont à placer uniquement dans une section « Liens externes », à la fin de l'article. Ces liens sont à choisir avec parcimonie suivant les règles définies. Si un lien sert de source à l'article, son insertion dans le texte est à faire par les notes de bas de page.
- La présentation des références doit suivre les conventions bibliographiques. Il est recommandé d'utiliser les modèles {{Ouvrage}}, {{Chapitre}}, {{Article}}, {{Lien web}} et/ou {{Bibliographie}}. Le mode d'édition visuel peut mettre en forme automatiquement les références.
- Insérer une infobox (cadre d'informations à droite) n'est pas obligatoire pour parachever la mise en page.

Pour une aide détaillée, merci de consulter Aide:Wikification.
Si vous pensez que ces points ont été résolus, vous pouvez retirer ce bandeau et améliorer la mise en forme d'un autre article.
Le Tapura Amui No Tuhaa Pae, (Français: Liste d'union de l'archipel des Australes) (également connu sous le nom de Tapura Amui No Te Faatereraa Manahune) était un parti politique de Polynésie française. Ils avaient une orientation politique de gauche et prônaient l'indépendance de la Polynésie française.
Le parti était de petite taille, n'ayant duré qu'entre les années 2001 et 2018, et n'ayant participé qu'à 4 élections avec une seule représentante, Chantal Florès-Tahiata, à toutes les élections. Elle a également occupé le poste de maire de Tubuai.
Ils ont été créés en grande partie pour la coalition Tapura Amui no te Faatereraa Manahune - Tuhaa Pae.

## Élections

### 2001
Pour les élections territoriales de 2001, Chantal Florès-Tahiata est élue dans les îles Australes,,.
| Parti                                    | Sièges |
| ---------------------------------------- | ------ |
| Tahoera'a Huiraatira                     | 28     |
| Tāvini Huiraʻatira                       | 13     |
| Fetia Api                                | 7      |
| Indépendantes [Tapura Amui no Tuhaa Pae] | 1      |
|                                          |        |
| Totale                                   | 49     |

### 2004 et Crise Politique
Pour les élections territoriales de 2004, la représentante Chantal Florès-Tahiata est réélue dans Austral pour la coalition Tapura Amui no te Faatereraa Manahune - Tuhaa Pae et rejoint le groupe Union pour la démocratie (UPLD). Face à cette élection, le parti a fait campagne sur les émissions de radio et de télévision nationales.
Le parti a participé à la crise politique polynésienne de 2004. C'est alors que le parti au pouvoir de Gaston Flosse a été battu par une nouvelle coalition de partis politiques axée sur l'indépendance avant que ce nouveau gouvernement ne s'effondre peu après.
Dirigés par le principal parti d'opposition, Union pour la Démocratie (UPLD), et avec l'aide des partis uninominaux de Fetia Api, No Oe E Te Nunaa et Tapura Amui no Tuhaa Pae, ils ont formé une grande coalition. Les partis à un siège, dont Tapura Amui no Tuhaa Pae, y ont joué un rôle central car si l'un d'eux avait perdu son siège aux élections de 2004, le gouvernement conservateur de Gaston Flosse aurait pu survivre.
Tapura Amui no Tuhaa Pae a joué un rôle particulièrement important dans cette élection en raison de l'élection inhabituellement serrée dans les îles Australes. Le parti Tapura Amui no Tuhaa Pae a obtenu 1 223 voix avec 34,10 % des suffrages exprimés. En revanche, Tahoeraa emmené par Gaston Flosse a recueilli 2 363 voix avec 65,90 % des suffrages exprimés. Le parti Tahoeraa avait remporté un total de 28 sièges aux élections et n'avait besoin que d'un siège de plus pour avoir la majorité à l'assemblée. Cependant, Tahoeraa n'a raté cet important troisième siège que par 28 voix aux Australes.
| Parti                                                    | Sièges |
| -------------------------------------------------------- | ------ |
| Tahoera'a Huiraatira                                     | 28     |
| Union pour la Démocratie (UPLD) (TH–AA–HA–TANTFMTP–TANR) | 26     |
| Fetia Api                                                | 1      |
| No Oe E Te Nunaa                                         | 1      |
| Tapura Amui no Tuhaa Pae                                 | 1      |
|                                                          |        |
| Totale                                                   | 57     |
| Source: Assemblée                                        |        |

### 2008
Pour les élections territoriales de 2008, Chantal Florès-Tahiata est à nouveau réélue dans les îles Australes pour la coalition Tapura Amui no te Faatereraa Manahune - Tuhaa Pae. Lors de cette élection, il y a eu une campagne politique qui a été diffusée à la radio et à la télévision nationales. Pour les îles du Vent, des publicités politiques ont été diffusées aux dates des 21 et 22 janvier 2008. Des diffusions ont également eu lieu les 22 et 25 janvier sur les îles Sous-le-Vent,.
| Parti                                                    | Premier tour | Premier tour | Deuxième tour | Deuxième tour | Sièges |
| Parti                                                    | Votes        | %            | Votes         | %             | Sièges |
| -------------------------------------------------------- | ------------ | ------------ | ------------- | ------------- | ------ |
| To Tatou Ai'a                                            | 41,061       | 32.69        | 55,257        | 42.84         | 23     |
| Union pour la Démocratie (UPLD) (TH–AA–HA–TANTFMTP–TANR) | 40,050       | 31.89        | 47,811        | 37.07         | 19     |
| Tahoera'a Huiraatira                                     | 27,403       | 21.82        | 21,965        | 17.03         | 10     |
| No Oe E Te Nunaa                                         | 6,612        | 5.26         |               |               | 0      |
| Te Henua Enata a Tu                                      | 2,772        | 2.21         |               |               | 2      |
| Te Niu Hau Manahune                                      | 2,035        | 1.62         | 2,502         | 1.94          | 2      |
| Tapura Amui no Tuhaa Pae                                 | 1,183        | 0.94         | 1,448         | 1.12          | 1      |
| Autre                                                    | 4,486        | 3.57         |               |               | –      |
|                                                          |              |              |               |               |        |
| Totale                                                   | 125,602      | 100.00       | 128,983       | 100.00        | 57     |
| Source: Haut Commissariat                                |              |              |               |               |        |

### 2013
Pour les élections territoriales de 2013, la députée Chantal Florès-Tahiata a été réélue dans les îles Australes pour la coalition Union pour la démocratie (UPLD).
| Parti                            | Premier tour                     | Premier tour | Deuxième tour | Deuxième tour | Sièges | +/-      |
| Parti                            | Votes                            | %            | Votes         | %             | Sièges | +/-      |
| -------------------------------- | -------------------------------- | ------------ | ------------- | ------------- | ------ | -------- |
| Tahoera'a Huiraatira             | 51,316                           | 40.16        | 62,340        | 45.11         | 38     | 28       |
| Union pour la Démocratie (UPLD)  | 30,781                           | 24.09        | 40,441        | 29.26         | 11     | –8       |
| A Tia Porinetia                  | 25,453                           | 19.92        | 35,421        | 25.63         | 8      | Nouvelle |
| Autre                            | 20,218                           | 15.82        |               |               | 0      | -        |
|                                  |                                  |              |               |               |        |          |
| Totale                           | 127,768                          | 100.00       | 138,202       | 100.00        | 57     | 0        |
|                                  |                                  |              |               |               |        |          |
| Votes valides                    | Votes valides                    | 127,768      | 98.75         | 138,202       | 98.99  |          |
| Votes nuls/blancs                | Votes nuls/blancs                | 1,621        | 1.25          | 1,412         | 1.01   |          |
| Total des votes                  | Total des votes                  | 129,389      | 100.00        | 139,614       | 100.00 |          |
| Électeurs inscrits/participation | Électeurs inscrits/participation | 195,835      | 66.07         | 191,799       | 72.79  |          |
| Source: Tahiti Infos,            |                                  |              |               |               |        |          |

## Remarques
1. ↑  Coalition de O Porinetia To Tatou Ai'a, Rautahi, Ai'a Api, Fetia Api, Te mana Toa et Taatiraa no te Hau
2. ↑  Coalition de Tavini Huiraatira et Tapura Amui No Raromatai